# Isolierte Doppelbindung
Isolierte Doppelbindungen sind in der Chemie (meist) C=C- oder C=O-Doppelbindungen in Dienen oder ungesättigten Aldehyden, Ketonen oder Estern, die durch mindestens zwei Einzelbindungen – vorwiegend C–C-Einzelbindungen – voneinander getrennt (= isoliert) sind. Damit sind sie weder konjugiert noch kumuliert.
|                    | isoliert | konjugiert | kumuliert |
| Kohlenwasserstoff  |          |            |           |
| Carbonylverbindung |          |            |           |

Die isolierten Doppelbindungen sind ein Beispiel für Verbindungen mit isolierten Mehrfachbindungen. Letztere umfassen auch Alkine also Verbindungen mit Dreifachbindungen zwischen zwei Kohlenstoffatomen.